# 신학지남
신학지남은 조선예수교장로회신학교에서 장로교의 가르침을 이어가기 위해 엥겔(Engel, G)이 1918년에 창간된 학술지이다.
신사참배를 거부한 장로교신학교가 폐교가 되자 같이 폐간되었다.
1954년 2월에 복간되었고, 1960년에 교단이 둘로 나뉘자 장로교 신학대학 측은 <교회와 신학>으로 총신대학측은 현재까지 같은 이름을 고수하고 있다.
1934년 김영주 목사의 모세의 창세기 저작 부인설에 대한 논쟁, 김재준목사와  박형룡 목사의 신학논쟁 등이 있었다.